# Arrondissement Les Cayes

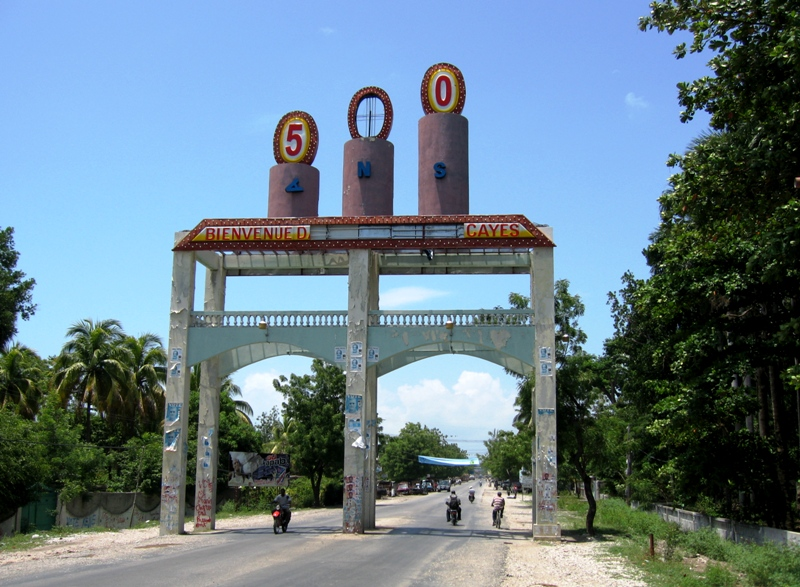
Einfahrt in den Hauptort Les Cayes, Route Nationale 2

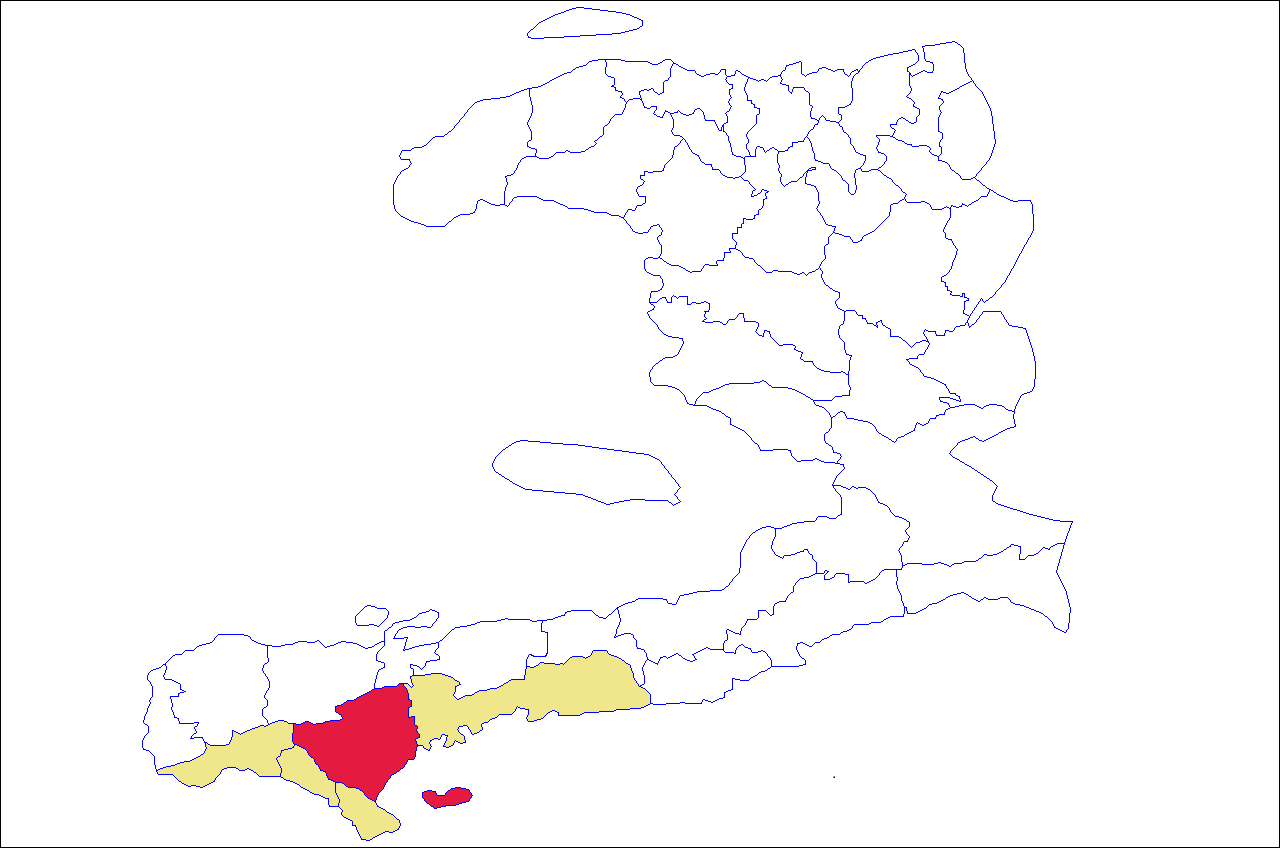
Lage des Arrondissements Les Cayes in Haiti und im Département Sud

Das Arrondissement Les Cayes, auch Aux Cayes genannt, (haitianisch-kreolisch: Okay) ist eine der fünf Verwaltungseinheiten des Départements Sud, Haiti. Hauptort ist die Gemeinde Les Cayes.

## Lage und Beschreibung
Das Arrondissement liegt zentral im Département Sud. Im Südosten hat es eine Küste zum Karibischen Meer.
Benachbart ist im Norden das Arrondissement Corail, im Nordosten das Arrondissement Baradères, im Osten das Arrondissement Aquin, im Süden das Arrondissement Port-Salut, im Südwesten das Arrondissement Côteaux und im Westen das Arrondissement Chardonnières.
In dem Arrondissement gibt es sechs Gemeinden:
- Les Cayes (rund 151.000 Einwohner),
- Camp-Perrin (rund 46.000 Einwohner),
- Chantal (rund 34.000 Einwohner),
- Île-à-Vache (rund 15.000 Einwohner); vorgelagerte Insel,
- Maniche (rund 24.000 Einwohner) und
- Torbeck (rund 79.000 Einwohner).

Das Arrondissement hat insgesamt rund 346.000 Einwohner (Stand: 2015).
Die Route Nationale 2 (RN-2; Les Cayes – Port-au-Prince) verbindet das Arrondissement mit dem Straßensystem Haitis.